# شهرستان چنگان
شهرستان چنگان (به لاتین: Cheng'an County) یک منطقهٔ مسکونی در چین است که در هاندان واقع شده‌است. شهرستان چنگان ۴۸۵ کیلومتر مربع مساحت دارد ۶۰ متر بالاتر از سطح دریا واقع شده‌است.